# イオンモール宇城
イオンモール宇城（イオンモールうき、ÆON MALL UKI）は、熊本県宇城市小川町に所在するイオンモールが運営するショッピングセンターである。イオン宇城店を核店舗に約100の専門店が出店している。投資資金の調達の関係から店舗設置者は三井住友信託銀行となっている。
2007年（平成19年）9月22日から、運営会社のダイヤモンドシティがイオンモールと合併したことに伴い、名称が「ダイヤモンドシティ・バリュー（DIAMOND CITY VALUE）」から「イオンモール宇城バリュー」に変更され、さらに2011年（平成23年）10月21日には現名称に変更された。

## 概要
開業当初はダイヤモンドシティ熊本南という名称であったが、ダイヤモンドシティが、同じ熊本県の上益城郡嘉島町に「ダイヤモンドシティ・クレア（現：イオンモール熊本）」の概要を発表すると同時に、名称の変更を発表した。2005年（平成17年）7月5日に名称を変更すると同時に、施設内もテナントの入れ替えなどをして、リニューアルオープンした。
2008年（平成20年）3月1日からジャスコ、専門店の一部店舗で電子マネー「WAON」「iD」が使用可能となった。

## 主要テナント
イーストランド・ウエストランド・サウスランド・ノースランドの4エリアに大別される。出店している専門店全店の一覧・詳細情報は公式サイト「ショップリスト」を参照。

### メインテナント
- イオン宇城店（イーストランド1階） - 開店から2011年2月28日まではジャスコ小川店、同年3月1日から12月31日まではイオン宇城バリュー店の名称であった。
- TOHOシネマズ宇城（ノースランド）
- トイザらス・ベビーザらス（イーストランド2階）
- 蔦屋書店 TSUTAYA&Books（イーストランド1階）
- セカンドストリート　（サウスランド）
- 宇城市小川支所（ウエストランド）

### 専門店

#### イーストランド1階
- ヴィレッジヴァンガード
- Right-on
- 西松屋
- ASBee FORUM
- 同仁堂
- メガネのヨネザワ
- ザ・ダイソー ウエストランドから移転
- H&M

#### イーストランド2階
- ベスト電器
- UNIQLO

#### ウエストランド
- [ニトリ]

#### サウスランド
- 肥後銀行 小川支店
- スーパードーム楽市楽座
- モーモーステーション（セルフガソリンスタンド）
- ホワイト急便

#### ノースランド
- 九州寿司市場
- マクドナルド

### TOHOシネマズ宇城
熊本県内における初めての本格的なシネマコンプレックスとして1999年3月に「ダイヤモンドシティ東宝8」の名称でオープンした。旧下益城郡小川町は1927年から1964年まで「小川映劇平和館」が存在していたため、実質35年ぶりの映画館復活となった。
2007年12月1日に「TOHO宇城バリュー」に名称を変更し、館内の改装を実施。2008年3月1日には、運営会社が九州東宝株式会社からTOHOシネマズ株式会社に変更（九州東宝がTOHOシネマズに吸収合併されたため）。
2010年9月11日に「TOHOシネマズ宇城バリュー」として、「vit」および「シネマイレージ」を導入し、TOHOシネマズブランドとしてリニューアルオープンした。
2011年10月21日にはイオンモール宇城への店舗名変更に伴い、名称も「TOHOシネマズ宇城」に変更した。
- 沿革：ダイヤモンドシティ東宝8（1999年3月13日 - 2005年6月26日）→TOHO宇城バリュー（2005年7月5日 - 2010年9月5日）→改装休館→TOHOシネマズ宇城バリュー（2010年9月11日 - 2011年10月20日）→TOHOシネマズ宇城（2011年10月21日 - ）
- 経営・運営：九州東宝（1999年3月13日 - 2008年2月29日）→TOHOシネマズ（2008年3月1日 - ）

| スクリーン | 定員 | 車椅子 | Size(m) | Size(m) | 備考 |
| スクリーン | 定員 | 車椅子 | 縦      | 横      | 備考 |
| ---------- | ---- | ------ | ------- | ------- | ---- |
| SCREEN 1   | 135  | 1      | 3.5     | 8.0     |      |
| SCREEN 2   | 107  | 1      | 3.0     | 6.7     |      |
| SCREEN 3   | 209  | 1      | 4.1     | 9.4     |      |
| SCREEN 4   | 271  | 1      | 4.3     | 9.8     |      |
| SCREEN 5   | 324  | 2      | 5.6     | 13.1    |      |
| SCREEN 6   | 210  | 1      | 4.1     | 9.4     |      |
| SCREEN 7   | 146  | 1      | 3.5     | 8.0     |      |
| SCREEN 8   | 106  | 2      | 2.9     | 6.6     |      |

### かつて存在したテナント
- ニシムタ
- TKUマイホーム展示場 熊本南
- 島村楽器
- ハヤカワスポーツ

## 沿革
- 1997年（平成9年）11月5日 - ダイヤモンドシティ熊本南として開業。
- 2004年（平成16年）12月3日 - 有限会社TM熊本インベストメントからユナイテッド・アーバン投資法人に111億円で資産を譲渡[4][5]。
- 2005年（平成17年）7月5日 - 施設名称をダイヤモンドシティ・バリューに改称し、リニューアルオープン。
- 2007年（平成19年）
  - 8月21日 - 会社合併によりイオンモールのショッピングセンターとなる。
  - 9月22日 - 施設名称をイオンモール宇城バリューに改称。
- 2011年（平成23年）
  - 3月1日 - 核店舗「ジャスコ小川店」の名称を「イオン宇城バリュー店」に変更。
  - 10月21日 - 施設名称をイオンモール宇城に改称。
- 2012年（平成24年）1月1日 - 核店舗「イオン宇城バリュー店」の名称を「イオン宇城店」に変更。
- 2016年（平成28年）
  - 4月14日夜に発生した熊本地震の影響に伴う補修工事が行われ、5月25日に1階部分が[6]、5月30日にTOHOシネマズが営業を再開[7]。残る施設も7月1日に営業を再開した[8]。
- 2018年（平成30年）5月24日 - ユナイテッド・アーバン投資法人から国内事業会社（非開示）に65億円で資産を譲渡[9]。
- 2020年（令和2年）12月7日 - 宇城市小川支所が小川総合文化センター・ラポートからイオンモール宇城のウエストランドに移転[10][11]。

## 営業時間
店舗により異なる。詳細は公式サイト「営業時間・サービス案内」を参照。

## 交通アクセス

### 自家用車
- 熊本市方面より
  - 国道3号線松橋バイパスより南へ6km。
- 八代市方面より
  - 八代インターより国道3号線を北へ12km。
- 松橋インターより
  - 松橋インター出口を左折、国道3号線の交差点で左折後、八代方面へ約13分。
- 宇城氷川スマートインター
  - 宇城氷川スマート出口（県道32号）を左折、約5分。

### 鉄道
- 九州旅客鉄道（JR九州）鹿児島本線 小川駅より徒歩20分。または無料コミュニティバス（毎日運行）で約10分。

### バス
- 熊本市方面より
  - 熊本桜町バスターミナル25番のりばより産交バス「松橋産交」行き（R1-5：川尻町・国町経由またはR3-5：川尻バイパス・新道経由）乗車、終点「松橋産交」下車、松橋産交より産交バス 4 宮原経由八代産交行き乗車、「イオンモール宇城」停留所下車。
- 八代市方面より
  - 産交バス 4 宮原経由松橋産交行き、「イオンモール宇城」停留所下車。

### バス停留所
| 運行事業者                                             | 行先 | 備考                                                                                      |                                                        |
| イオンモール宇城（産交）・本棟エントランス前（宇城市） | イオンモール宇城（産交）・本棟エントランス前（宇城市）                                                   | イオンモール宇城（産交）・本棟エントランス前（宇城市）                                    | イオンモール宇城（産交）・本棟エントランス前（宇城市） |
| ------------------------------------------------------ | --- | ----------------------------------------------------------------------------------------- | ------------------------------------------------------ |
| 産交バス                                               | 4：松橋産交（小川工業高校前、松橋高校前経由）4：八代産交（宮原、八代駅前、八代市役所前、ゆめタウン経由） |                                                                                           |                                                        |
| 宇城市（中九州観光）                                   | JR小川駅行き                                                                                             | 小川駅始発の循環コミュニティバスで運賃無料。 同施設内の「TOHOシネマズ宇城」にも停車する。 |                                                        |